# Barrio San Miguel, Zumpango
Barrio San Miguel, även Camino a Bata, är en ort i Mexiko, tillhörande kommunen Zumpango i delstaten Mexiko. Barrio San Miguel ligger i den centrala delen av landet och tillhör Mexico Citys storstadsområde. Orten hade 255 invånare vid folkräkningen 2010.